# La Vestale (Mercadante)
La Vestale è un'opera di Saverio Mercadante su libretto di Salvatore Cammarano. Fu rappresentata per la prima volta al Teatro San Carlo di Napoli il 10 marzo 1840 con successo.
Gli interpreti della prima rappresentazione furono:
| Personaggio     | Interprete          |
| --------------- | ------------------- |
| Licinio Murena  | Timoleone Barattini |
| Lucio Silano    | Michele Benedetti   |
| Metello Pio     | Pietro Gianni       |
| La Gran Vestale | Anna Salvetti       |
| Emilia          | Adelina Spech-Salvi |
| Giunia          | Eloisa Buccini      |
| Decio           | Domenico Reina      |
| Publio          | Paul Barroilhet     |

## Trama
La vicenda è simile a quella dell'opera omonima di Spontini, da cui fu tratta l'ispirazione. La vestale Emilia, a causa dell'amore per Decio, infrange i voti che la legano alla dea Vesta e lascia spegnere il fuoco sacro, perciò viene condannata ad essere sepolta viva. A differenza dell'opera di Spontini che si conclude con un lieto fine (un intervento divino fa liberare la vestale), in quella di Mercadante la condanna viene eseguita e Decio, sconvolto, si pugnala a morte.

## Struttura musicale
- Sinfonia

### Atto I
- N. 1 - Introduzione Salve, o dea protettrice di Roma (Coro)
- N. 2 - Duetto Giunia e Emilia Ben ti compianto...ma di Vesta or sei (Giunia, Emilia, Coro)
- N. 3 - Coro e Ottetto Plauso al Duce vincitore - Quanto mi cinge...quanto m'appare (Decio, Emilia, Publio, Metello, Giunia, Gran Vestale, Licinio, Lucio, Coro)
- N. 4 - Duetto Publio-Decio È la patria, è Roma, insano

### Atto II
- N. 5 - Aria Giunia Se fino al cielo ascendere
- N. 6 - Duetto Decio ed Emilia No, l'acciar non fu spietato
- N. 7 - Aria Metello Versate amare lagrime (Metello, Coro)
- N. 8 - Finale II Essa ignara io penetrai (Decio, Emilia, Publio, Metello, Giunia, Licinio, Lucio, Coro)

### Atto III
- N. 9 - Aria Publio Egli il governo (Publio, Licinio, Coro)
- N. 10 - Coro, Duetto Giunia ed Emilia e Finale Ah questa vittima - di infausto amore - Amica infelice!...orribile giorno!... - Emilia!...Ov'è? (Coro, Giunia, Emilia, Metello, Lucio, Decio, Licinio)

## Discografia
| Anno | Cast (Emilia, La Gran Vestale, Giunia, Decio)                       | Direttore, Orchestra e Coro | Etichetta                                     |
| ---- | ------------------------------------------------------------------- | --- | --------------------------------------------- |
| 1970 | Angela Vercelli, Licia Falcone, Miriam Pirazzini, Giuseppe Gismondo | Giuseppe Ruisi, Orchestra d Altamura and Coro di Altamura (Registrato a Civitavecchia il 26 agosto)                                                       | 78rpm: A.N.N.A. Record Company Cat: ANNA 1012 |
| 1987 | Dunja Vejzovic, Filka Dimitrova, Paola Romanò, Gianfranco Cecchele  | Vjekoslav Šutej, Orchestra e Coro del Teatro Nazionale Croato di Spalato                                                                                  | Audio CD: Bongiovanni GB 2065/66-2            |
| 2004 | Doriana Milazzo, Danna Glaser, Agata Bienkowska, Dante Alcalá       | Paolo Arrivabeni, Orchestra Filarmonica di Cracovia e Coro del Wexford Festival (Registrato dal vivo al Theatre Royal di Wexford, il 23, 26 e 29 ottobre) | Audio CD: Marco Polo Cat: 8.225310-11         |